# Karadžica
Karadžica (makedonska: Караџица) är en bergstopp i Nordmakedonien. Den ligger i kommunen Debarca, i den västra delen av landet, 80 kilometer sydväst om huvudstaden Skopje. Toppen på Karadžica är 1 334 meter över havet.